# Asociación de Fútbol de Irak
La Asociación de Fútbol de Irak (en árabe الاتحاد العراقي لكرة القدم), es el ente que rige al fútbol en Irak. Fue fundada en 1948 y afiliada a la FIFA en 1950. Es un miembro de la Confederación Asiática de Fútbol (AFC) y está a cargo de la Selección de fútbol de Irak y todas las categorías inferiores.

## Campeonatos de clubes
- Liga Premier de Irak (30 equipos de Primera división).
- Copa de Irak